# Savitri (Gedicht)
Savitri: Eine Legende und ein Gleichnis ist das poetische Hauptwerk Sri Aurobindos, verfasst in knapp 24.000 Zeilen in Blankvers. Thematisch zugrunde liegt die Legende von Savitri und Satyavan im Mahabharata, der Sri Aurobindo eine symbolische Bedeutung gab. In seinem epischen Gedicht behandelt er zahlreiche spirituelle Themen und beschreibt die Transformation der suchenden Seele des Menschen in ihrem evolutionären Aufstieg.

## Entstehung
Sri Aurobindo verfasste sein Werk über einen langen Zeitraum. Zunächst beschäftigte er sich mit der Erzählung von Savitri als solcher, wobei das erste Manuskript aus dem Jahr 1916 stammt. Etwa 1930 begann er, seinem Werk eine vertiefte, symbolische Bedeutung zu geben, und arbeitete daran bis zu seinem Lebensende.
Ab dem Jahr 1946 wurden einzelne Cantos im Sri Aurobindo Ashram veröffentlicht, und 1950 erschien der erste Teil der 1. Auflage. Nach Sri Aurobindos Tod wurden die verbleibenden Teile herausgegeben.
Einen detaillierten Bericht über die Entstehung des Werkes gibt Sri Aurobindos Schüler und Sekretär, der Arzt Nirodbaran in seinem Buch mit dem Titel: Zwölf Jahre mit Sri Aurobindo. Er schildert u. a., wie Sri Aurobindo viel Zeit auf die Arbeit verwandte; es gab „viele Versionen, zahlreiche Revisionen, Zusätze, Streichungen, Korrekturen, aus denen die endgültige Fassung hervorging.“ Nirodbaran erwähnt auch, dass Sri Aurobindo diese Arbeit an Savitri als „Mittel des Aufstiegs“ gebrauchte, d. h. er gab persönliche Erfahrungen wieder, die sich von Ebene zu höherer Ebene weiter entwickelten und dementsprechend zu einer Revision des Textes führten.

## Inhalt
Die Legende, welche Sri Aurobindos Werk zugrunde liegt, wurde dem Mahabharata entnommen und umfasst dort etwa 700 Zeilen. Er verwandelt diese relativ kurze Episode in ein umfassendes Epos von fast 24.000 Zeilen, angeordnet in 12 Büchern mit 49 Cantos. Die ursprüngliche Legende einer großen ehelichen Treue wird in seinem Epos zur Geschichte der Befreiung von Unwissenheit, Unbewusstheit und Tod durch die göttliche Gnade, die in Gestalt Savitris auf die Erde herabkommt. Dabei beschreibt Sri Aurobindo im Wesentlichen seine eigene spirituelle Odyssee und seine Bemühungen, eine neue „supramentale“ Stufe der Evolution zu erarbeiten.
Im Verlaufe seiner Abhandlung spricht er zahllose Themen an aus dem Bereich von Geschichte, Geographie, Naturwissenschaft, Dichtung und Philosophie oder behandelt die Entstehung des Universums und des Menschen. Zudem werden auch alle Arten von Yoga-Praktiken erläutert, und es wird insbesondere der Weg des  integralen Yoga skizziert. Während im Ersten Teil (Buch I-III) der Yoga des Königs Aswapati (Savitris Vater) im Zentrum steht, dominiert im Zweiten und Dritten Teil (Buch IV-XII) die Begegnung von Savitri und Satyavan, ihre tiefe seelische Liebe und das Ringen Savitris mit dem Tod, als er Satyavans Seele heimholen will und auf ihren unbezwingbaren Widerstand trifft.

## Versmaß und Inspiration
Sri Aurobindo hat sein Epos im Blankvers geschrieben, der besonders flexibel ist: Tonfall und Rhythmus können vielfältig variieren. Der Poet und Sri Aurobindo-Schüler K.D. Sethna merkt dazu an, dass die Freiheit dieses Metrums hier allerdings nicht „ein modernistisches Zickzack der Unregelmäßigkeit“ bedeute. Einen freien Vers ohne grundlegenden, einenden Rhythmus würde Sri Aurobindo ablehnen. Savitri verwende, mit einigen Abwandlungen, die jambische fünf-Versfuß-Zeile des englischen Blankverses als am besten geeignet für diese spezielle dichterische Inspiration. Charakteristisch für Savitri seien in sich abgeschlossene Textblöcke, die unabhängig für sich bestehen, mit einer eigenständigen Struktur. Savitri erhalte seinen besonderen Klang und seine mantrische Kraft dadurch, dass Sri Aurobindo von den „Overhead-Ebenen“ her schreibe, d. h. Ebenen jenseits des Mentalen.

### Deutsche Übersetzungen
- Sri Aurobindo (1985), Savitri – Legende und Sinnbild. Epos in der Übersetzung von Heinz Kappes. Verlag Hinder+Deelmann, Gladenbach, ISBN 3-87348-119-7.
- Sri Aurobindo (2005), Sawitri – Eine Sage und ein Gleichnis. Dt. Übers. von Peter Steiger. Sri Aurobindo Ashram, Pondicherry 2005 (deutsch-englische Ausgabe; 1. dt. Aufl. 1975).
- Sri Aurobindo (2021), Savitri – Eine Legende und ein Gleichnis. Erster Teil. Dt. Übers. von Wilfried Huchzermeyer. edition sawitri, Karlsruhe, ISBN 978-3-931172-39-8.
- Sri Aurobindo (2022), Savitri – Eine Legende und ein Gleichnis. Zweiter Teil. Dt. Übers. von Wilfried Huchzermeyer. edition sawitri, Karlsruhe, ISBN 978-3-931172-40-4

### Sekundärliteratur
- Mangesh Nadkarni (1990), Savitri – Eine kurze Einführung. Sri Aurobindo Society, Pondicherry
- S. Braeucker (2013), Savitri – oder die Rückkehr des Weiblichen in die Gestaltung der Welt. Ch.Falk-Verlag, ISBN 978-3-89568-253-7
- Nirodbaran (2017), Zwölf Jahre mit Sri Aurobindo. edition sawitri Karlsruhe. ISBN 978-3-931172-02-2
- Georg Stollenwerk, Sri Aurobindos „Savitri“: Eine Einführung. Amazon E-Book
- M.P. Pandit (2004), Einführung in Savitri. edition sawitri, Karlsruhe
- M.P. Pandit (2020), Yoga in Savitri. Sri Aurobindo Digital Edition, Berchtesgaden (E-Book)
- Shraddhavan (2020), Eine inhaltliche Zusammenfassung von Sri Aurobindos Savitri. Eine Legende und ein Symbol. Savitri Bhavan, Auroville (Vertrieb: edition-sawitri.de)